# أرماندو هارت
أرماندو هارت (بالإسبانية: Armando Enrique Hart Dávalos)‏ هو سياسي كوبي، ولد في 13 يونيو 1930 في كوبا، وتوفي في 26 نوفمبر 2017 في نفس البلد. حزبياً، نشط في حركة 26 يوليو والحزب الشيوعي الكوبي.